# Chien gris de Saint-Louis
Le chien gris de Saint-Louis est une race de chien éteinte, utilisée au Moyen Âge.

## Histoire
Comme le chien de Saint-Hubert, il s'agissait d'un chien courant qui composait les meutes royales françaises entre les années 1250 à 1470. Selon Charles IX (1550–1574), ils ont été introduits en France par Louis IX (1226–1270) qui aurait rencontré ces chiens pour la chasse au cerf originaire de Tartarie lors de sa captivité durant la septième croisade et en aurait par la suite ramené une meute en France. Au XVIe siècle, il est appelé chien gris.
Selon Jaques du Fouilloux (XVIe siècle), le chien gris est un chien de chasse polyvalent de la couleur du lièvre. Ils ont le poil dur, et sont les ancêtres des races françaises de griffon. Cependant, le poil dur n'est mentionné ni par Charles IX ni par du Fouilloux, et il est possible que le poil dur ait été acquis par des croisements postérieurs avec des chiens français à poil dur. C'était des chiens entêtés et déterminés durant la chasse. Au XIXe siècle, les sujets sont devenus pratiquement impossible à trouver.

## Postérité
La paternité des races de griffons, du braque de Weimar et du griffon nivernais est parfois attribuée au chien gris de Saint-Louis.